# Evolutionsbiologi
Evolutionsbiologi är ett ämnesområde inom biologin. Evolutionsbiologin studerar de evolutionära processerna som styr livets utveckling: naturligt urval och genetik.
Syftet med evolutionsbiologi är att försöka få förståelse för vad som påverkar den biologiska variationen i och mellan arter samt hur den biologiska variationen har och kommer utvecklas. Det finns två sidor av evolutionsbiologin. Den ena sidan omfattar den rena faktan som uppträder i form av fossila fynd. Den andra sidan omfattar de processer som kan förklara hur den evolution som onekligen har ägt rum har hänt, händer och kommer att hända. Dessa processer har sedan ett flertal underteorier som beskriver hur arter och förmågor förändras i mer detalj. Förutsägelser kan därmed tas ut ur dessa teorier som kan testas praktiskt.
En genotyp är en term för att beskriva alla de gener en individ har. En fluktuation mellan dessa genotyper är essentiellt för att få en evolutionär effekt. Det vi sedan ser är fenotypen hos en individ, det vill säga hur genotypen uppvisas i samspel med omgivningen. En genotyp kan ge upphov till flera olika fenotyper och flera liknande fenotyper kan ha olika genotyper till grund. Fenotyper är det som skiljer sig åt i utseende, beteende samt växelverkar med det yttre förhållandena.
Begreppet evolutionsbiologi är mycket starkt associerat med konceptet darwinism. Darwinism vidrör den forskningen som har sitt ursprung i Charles Darwins publikationer och de som följer dess ideologi eftersträvar att bevisa hans hypoteser om evolution. Moderna forskare inom evolutionsbiologi har en annan utgångspunkt än Darwin hade för 200 år sedan och hans teorier ses idag som förlegade. Modern evolutionsteori bygger trots detta på de fundamentala idéer som framlades av Darwin under 1800-talet. Ingen data eller studier visar på att hans verk är fel i grunden, men ett fåtal fragment har ändrats på grund av nya motsägande moderna observationer. Orsaken till att många av Darwins slutsatser i detaljerade fall är felaktiga beror till största del på de dåvarande värderingarna och kännedom inom läran.
Evolutionsbiologi grundar sig i tre utgångspunkter ärftlighet, variation och selektion. Om dessa tre ting uppvisas i en population kommer det gradvis att ske evolutionära förändringar. Resultatet av evolution är utvecklingsgången om selektion av individer. Denna process har ingen given väg och därmed ingen mening. Det evolutionära förändringarna behöver inte heller nödvändigtvis vara bra för arten.

## Ärftlighet
För att evolution ska vara möjlig krävs det att egenskaper är ärftliga. Gener kan därmed föras vidare från generation till generation. Dessa gener är dock inte det enda som påverkar individen utan de samverkar med omgivande miljön som till exempel klimat, andra individer eller andra gener.  
Individen är produkten av en blandning av föräldrarnas gener, honans och hanens. Därmed får Individen två gener av samma sort, en från hanen och en från honan. En del i hur individens fenotyp sedan ser ut beror på hur dessa gener interagerar med varandra. Antingen kan de skapa en additiv effekt genom att de båda generna verka på ett liknande sätt eller så kan den ena genen förtrycka den andra genen så att en gen påverkar individen mer än den andra. I hur stor utsträckning den dominanta genen förtrycker den recessiva kan variera.

## Variation
Variation har en stor innebörd för att evolution ska kunna ske. Förändringar bland de gener som finns i genpoolen för en population är konsekvenserna av mutationer och därmed variation inom populationen. Mutationstakten är dock inte det enda som den genetiska variationen beror på, utan ekologiska faktorer som invandring kan även ha en inverkan.

## Selektion
En av de största faktorerna till evolution är selektion. Ett annat ord för selektion är naturligt urval. Selektion handlar om att de individer som är bättre anpassade till den rådande miljön kommer att kunna föra sina gener vidare och därmed ta upp en större del av den nuvarande genpoolen för en population. Denna process har lett till arters anpassning till sin omgivning och därmed evolution.